# Финенбург
Финенбург (нем. Vienenburg) —  город в Германии, в земле Нижняя Саксония.
Входит в состав города Гослар. Население составляет 10 682 человека (на 31 декабря 2010 года). Занимает площадь 71,14 км². Официальный код — 03 1 53 013.

Финенбург

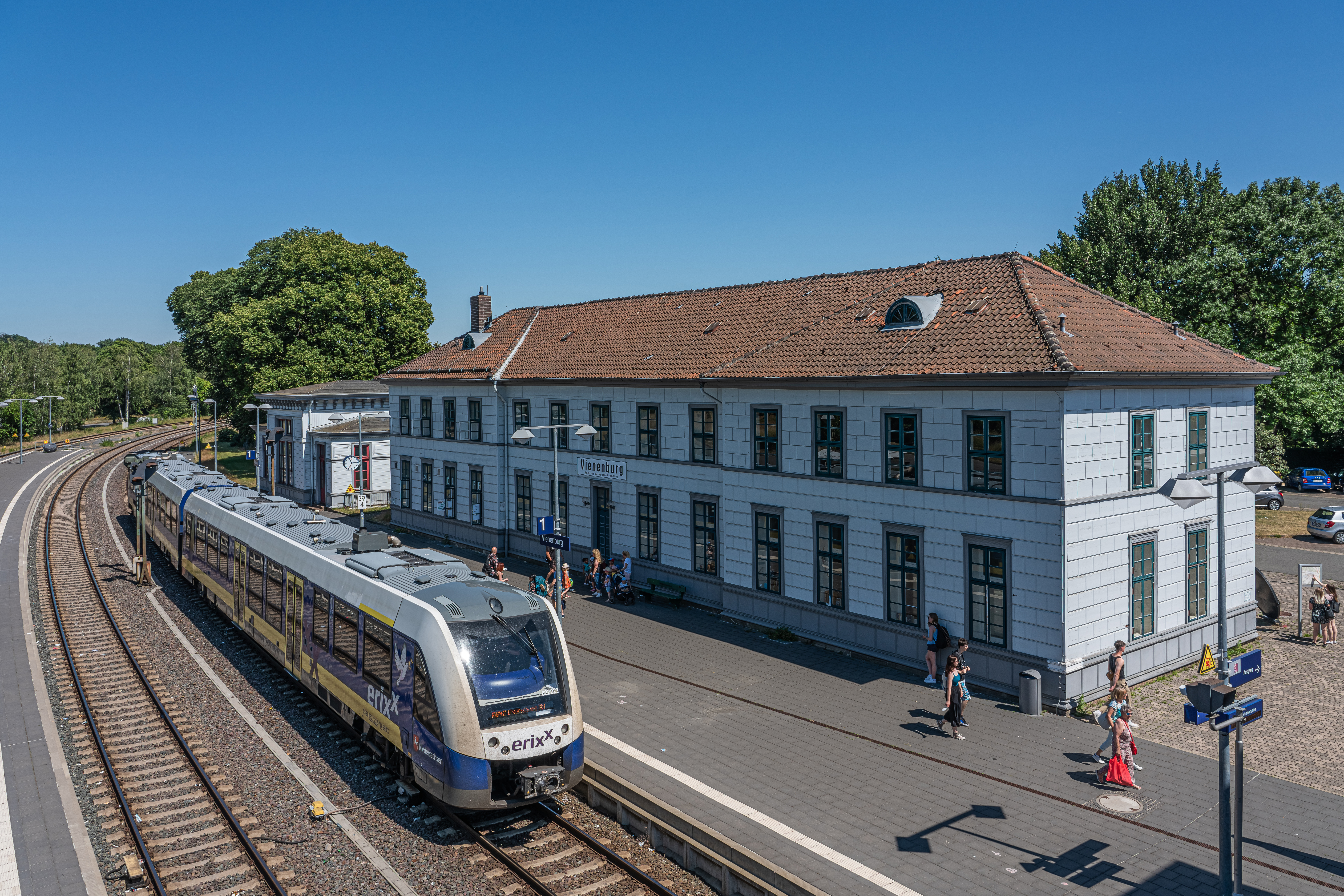
Вокзал

| Год  | Население |
| ---- | --------- |
| 1990 | 11 131    |
| 1995 | 11 449    |
| 2000 | 11 562    |
| 2005 | 11 397    |